# 奶油炸糕

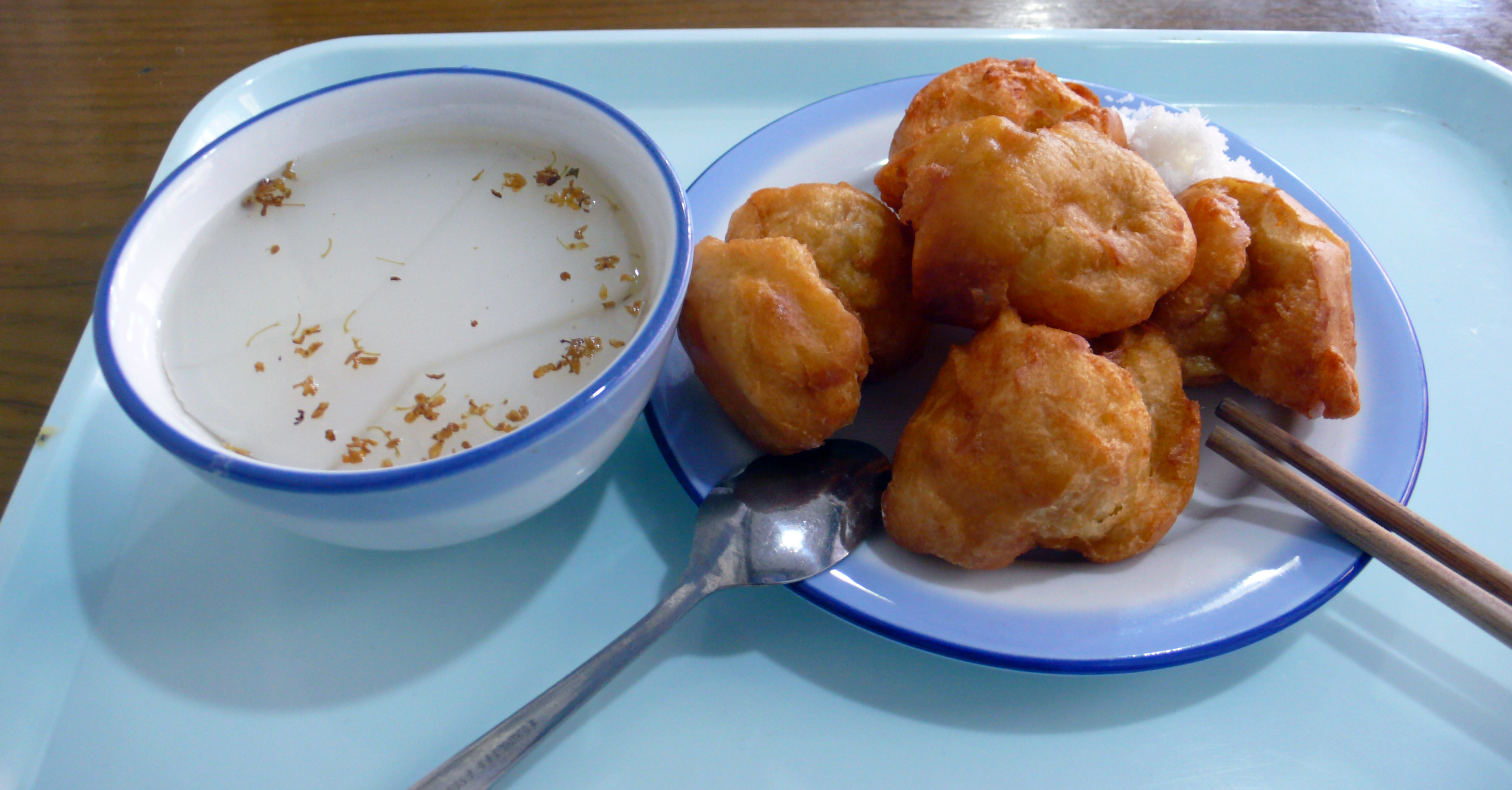
一盤奶油炸糕

奶油炸糕是中国北京市的一道特色甜点。制作方法为：将面粉倒入开水中，迅速搅拌直到面团变成灰白色，加入白糖、香草粉、鸡蛋液、奶油，搓揉均匀，分成小球下入花生油或牛油锅中，炸至膨胀且金黄即可捞出，撒上白糖即可食用。